# Ель-Гарія-ель-Гарбія
Ель-Гарія-ель-Гарбія (англ. al-Ghariyah al-Gharbiyah, араб. الغارية الغريبة) — поселення в Сирії, що об'єднує друзьку спільноту в нохії Хірбет-Газале, яка входить до складу мінтаки Дар'а в південній сирійській мухафазі Дар'а.